# María Jesús Burró
María Jesús Ascensión Burró Ferrer (Albalate de Cinca, 25 de junio de 1976 – Sabiñánigo, 18 de mayo de 2013) fue una economista, profesora universitaria y política española, miembro del Partido Aragonés, senadora por la provincia de Huesca durante la X Legislatura.
Licenciada en Ciencias Económicas por la Universidad de Zaragoza, se había especializado en análisis económicos del sistema tributario, completando su formación con un máster en Comunidades Europeas y de la Unión Europea por el Real Instituto de Estudios Europeos. Desarrolló su actividad profesional en el sector público, fue profesora en la Facultad de Economía de la Universidad de Zaragoza y era concejal de su localidad natal. Falleció en accidente de tráfico en mayo de 2013.